# Gonomyia maya
Gonomyia maya är en tvåvingeart som beskrevs av Alexander 1927. Gonomyia maya ingår i släktet Gonomyia och familjen småharkrankar. Inga underarter finns listade i Catalogue of Life.